# August Hackel
August Hackel (21. srpna 1863 Štětí – 14. prosince 1932 Ústí nad Labem) byl rakouský a český právník a politik německé národnosti, na počátku 20. století poslanec Českého zemského sněmu.

## Biografie
Profesí byl právníkem, politikem a veřejným a hospodářským činitelem. Vystudoval gymnázium v Litoměřicích a pak práva na německé Karlo-Ferdinandově univerzitě v Praze. Potom ho ve své právní kanceláři zaměstnal českoněmecký předák Franz Schmeykal. Roku 1903 přešel do firmy Schicht v Ústí nad Labem. Po třicet let v ní působil jako právní poradce a zasedal v správní radě. Roku 1906 dohlížel na transformaci podniku z rodinné firmy na akciovou společnost.
Jeho manželkou byla Josefine Hackel. Jejich syn Wilhelm Hackel působil jako tajemník továrníka Schichta, dcera Berti byla manželkou ředitele cukrovaru.
Byl aktivní i veřejně a politicky. Zasedal v ústeckém obecním zastupitelstvu a byl členem okresního výboru (v době světové války dokonce i jako okresní starosta). Počátkem 20. století se zapojil i do zemské politiky. Ve volbách v roce 1901 byl zvolen v kurii městské (volební obvod Teplice, Ústí nad Labem) do Českého zemského sněmu. Politicky patřil k Německé pokrokové straně (němečtí liberálové). Mandát obhájil ve volbách v roce 1908, za týž obvod.
Po vzniku Československa byl členem předsednictva Svazu německého průmyslu v ČSR a předsedou Svazu chemického průmyslu. Zastával i funkci předsedy správní rady pojišťovny Elbeversicherunggesellschaft v Praze a zasedal ve vedení Měšťanského pivovaru v Ústí.
Zemřel v prosinci 1932, po dlouhé a zákeřné chorobě. Podle jiné dobové zprávy se ale ještě den před svým skonem věnoval pracovním záležitostem, teprve po příchodu domů byl stižen smrtelným onemocněním, které je popisováno jako mozková obrna (Gehirnlähmung). Smuteční rozloučení se konalo v rodném Štětí, kde byl také Hackel na místním hřbitově pohřben.